# 波瑟里茨
波瑟里茨（德語：Poseritz）是德国梅克伦堡-前波美拉尼亚州的一个市镇。总面积40.13平方公里，总人口1091人，其中男性555人，女性536人（2011年12月31日），人口密度27人/平方公里。